# Az 1960. évi téli olimpia magyarországi résztvevőinek listája
Az 1960. évi téli olimpiai játékokon a magyar csapat tagjaként két férfi és egy női sportoló vett részt. Az olimpia műsorán szereplő nyolc sportág ill. szakág közül háromban indult magyar versenyző. A magyarországi résztvevők száma az egyes sportágakban ill. szakágakban a következő (zárójelben a magyar indulókkal rendezett versenyszámok száma, kiemelve az egyes oszlopokban előforduló legmagasabb érték, vagy értékek):
| Sportág, szakág | Helyezések száma | Helyezések száma | Helyezések száma | Helyezések száma | Helyezések száma | Helyezések száma | Olimpiai pont | Magyar résztvevő | Magyar résztvevő | Magyar résztvevő |
| Sportág, szakág | 1.               | 2.               | 3.               | 4.               | 5.               | 6.               | Olimpiai pont | Férfi            | Nő               | Össz.            |
| biatlon (1)     | 0                | 0                | 0                | 0                | 0                | 0                | 0             | 1                | 0                | 1                |
| sífutás (2)     | 0                | 0                | 0                | 0                | 0                | 0                | 0             | 1                | 1                | 2                |
| síugrás (1)     | 0                | 0                | 0                | 0                | 0                | 0                | 0             | 1                | 0                | 1                |
|                 |                  |                  |                  |                  |                  |                  |               |                  |                  |                  |
| Összesen        | 0                | 0                | 0                | 0                | 0                | 0                | 0             | 2                | 1                | 3                |

## ABC-rendi bontás
A következő táblázat ABC-rendben sorolja fel azokat a magyarországi sportolókat, akik az olimpián részt vettek. Lásd még: sportágankénti ill. szakágankénti bontás.
| Ábécé szerinti tartalomjegyzék                                                                           |
| --- |
| A, Á B C Cs D Dz Dzs E, É F G Gy H I, Í J K L Ly M N Ny O, Ó Ö, Ő P Q R S Sz T Ty U, Ú Ü, Ű V W X Y Z Zs |

| Sportoló | Sportág, szakág | Versenyszám | Helyezés (elért eredmény) |

## B
| Bartha Magdolna | sífutás | női 10 km | 23. hely (47.23,2) |

## S
| Sajgó Pál   | biatlon | férfi 20 km | 26. hely (2:02.27,3) |
| Sajgó Pál   | sífutás | férfi 15 km | 34. hely (57.02,9)   |
| Sudár Tamás | síugrás | normálsánc  | 41. hely (165,8)     |

## Sportágankénti ill. szakágankénti bontás
A következő táblázat sportáganként sorolja fel azokat a magyarországi sportolókat, akik az olimpián részt vettek. Lásd még: ABC-rendi bontás.
| Biatlon | Sífutás | Síugrás |

| Versenyszám | Sportoló | Helyezés (elért eredmény) |

## Biatlon
| férfi 20 km | Sajgó Pál | 26. hely (2:02.27,3) |

## Sífutás
| férfi 15 km | Sajgó Pál       | 34. hely (57.02,9) |
| női 10 km   | Bartha Magdolna | 23. hely (47.23,2) |

## Síugrás
| normálsánc | Sudár Tamás | 41. hely (165,8) |